# Listă de companii dezvoltatoare de produse software antivirus comerciale
Aceasta este o listă a companiilor dezvoltatoare de produse software antivirus comerciale ordonată pe țări.
| Steag                                                 | Stat          | Brand              | Note                          |
| ----------------------------------------------------- | ------------- | ------------------ | ----------------------------- |
| Austria                                               | Austria       | Emsi Software GmbH | Produs: Emsisoft Anti-Malware |
| Belarus                                               | Belarus       | Vba32 AntiVirus    |                               |
| Cehia                                                 | Cehia         | Avast              |                               |
| Cehia                                                 | Cehia         | AVG                |                               |
| Cehia                                                 | Cehia         | TrustPort          |                               |
| Republica Populară Chineză                            | China         | Qihoo 360          |                               |
| Republica Populară Chineză                            | China         | Kingsoft           |                               |
| Coreea de Sud                                         | Coreea de Sud | AhnLab             |                               |
| Finlanda                                              | Finlanda      | F-Secure           |                               |
| Germania                                              | Germania      | Avira              |                               |
| Germania                                              | Germania      | G DATA Software    |                               |
| Germania                                              | Germania      | Lavasoft           |                               |
| India                                                 | India         | Quick Heal         |                               |
| Islanda                                               | Islanda       | FRISK              |                               |
| Israel                                                | Israel        | Check Point        |                               |
| Israel                                                | Israel        | ZoneAlarm          |                               |
| Japonia                                               | Japonia       | Trend Micro        |                               |
| Regatul Unit al Marii Britanii și al Irlandei de Nord | Regatul Unit  | Sophos             |                               |
| România                                               | România       | Bitdefender        |                               |
| Rusia                                                 | Rusia         | Dr. Web            |                               |
| Rusia                                                 | Rusia         | Kaspersky          |                               |
| Slovacia                                              | Slovacia      | ESET               |                               |
| Spania                                                | Spania        | Panda Security     |                               |
| Statele Unite ale Americii                            | SUA           | Comodo Group       |                               |
| Statele Unite ale Americii                            | SUA           | McAfee             |                               |
| Statele Unite ale Americii                            | SUA           | Symantec           |                               |
| Statele Unite ale Americii                            | SUA           | Cisco Systems      |                               |
| Statele Unite ale Americii                            | SUA           | Fortinet           |                               |
| Statele Unite ale Americii                            | SUA           | Intego             |                               |
| Statele Unite ale Americii                            | SUA           | Malwarebytes       |                               |
| Statele Unite ale Americii                            | SUA           | Webroot            |                               |
| Statele Unite ale Americii                            | SUA           | VirusTotal         |                               |